# Syrrhopodon prolifer
Syrrhopodon prolifer är en bladmossart som beskrevs av Schwaegrichen 1827. Syrrhopodon prolifer ingår i släktet Syrrhopodon och familjen Calymperaceae. Inga underarter finns listade i Catalogue of Life.